# Isoglossa densa
Isoglossa densa är en akantusväxtart som beskrevs av N. E. Brown. Isoglossa densa ingår i släktet Isoglossa och familjen akantusväxter. Inga underarter finns listade i Catalogue of Life.